# Bing Mobile
Bing Mobile (ранее Live Search Mobile) — инструмент поиска для мобильных устройств от Microsoft, как часть поисковой системы Bing. Он предназначен для дисплеев мобильных устройств.
Есть три особенности Bing, которые доступны на мобильных устройствах:
- Мобильный браузер: m.bing.com
- Мобильное приложение Bing
- Bing 411

## Особенности

### Bing для мобильных браузеров — m.bing.com
Мобильный браузер позволяет пользователям получать доступ к Bing на своих мобильных устройствах через связи WAP или GPRS. Интерфейс оптимизирован для просмотра на мобильных телефонах. Возможности:
- Поиск в Интернете для получения информации
- Получение информации о новостях
- Информация о местных предприятий в районе местонахождения пользователя
- GPS
- Получить ответы на вопросы
- В Великобритании и в Японии — функция «Найти моё местоположение» (англ. Find My Location), для точного определения местоположение пользователя

В США на iPhone, Android и Windows Phone, доступны следующие функции:
- Автоматическое определение местоположение (геолокация)
- Предлагаемые местные предприятия на основе местоположения и времени суток
- Сохранение списка в избранное, и отправление этого списка друзьям
- Список фильмов, клипов и трейлеров
- Спортивные оценки и статистика, с обновлениями в реальном времени

Bing для мобильных браузеров доступен в 31 странах по всему миру.

## Мобильное приложение Bing
Bing Mobile доступен в виде Java ME приложения для телефонов, отличных от Windows. .NET Framework для Windows Phone, и как приложение для ОС BlackBerry, Android, iOS и Binary Runtime Environment для Wireless (BREW).
Функции:
- Интеллектуальный ввод текста
- Просмотр и поиск через категорию «бизнес»
- Поиск изображений
- Поиск с помощью распознавания речи
- Возможность поделиться результатами поиска с другими последующей отправкой SMS
- Поиск карт для конкретных адресов
- Как добраться «до» и «из» пункта назначения
- Приёмник GPS
- Просмотр информации о дорожном движении для основных дорог в отдельных городах
- Получение прогноза погоды
- Расписание сеансов кино и театров
- От поворота к повороту, навигация для ОС Windows Phone, 6.x версии и выше[5]
- Концентратор в устройствах Windows Phone 7.x и более поздних версиях[6]

Приложение Bing для iOS (iPhone, iPod Touch, iPad) включает в себя следующие дополнительные возможности:
- Штрих и обложки сканирования
- Расширенные списки продуктов
- Социальное обновление через Facebook и Twitter
- Социальный поиск
- Тенденция — посмотрите, какие новости в мире[9]
- Параметры обмена с помощью различных мессенджеров, таких как WeChat и WhatsApp[10]

Приложение Bing доступно в США на телефонах под управлением ОС Windows Phone, для Android устройств, всех устройств BlackBerry, несколько BREW устройств, iPhone и iPod Touch, и устройств Sidekick.

### Bing 411
В Соединенных Штатах, корпорация Microsoft управляла бесплатным номером (1-800-BING-411 и 1-800-CALL-411) для поддержки каталога Bing 411. Пользователи могли найти местные магазины и рестораны и получить направления движения, отчёты о трафике, результаты спортивных соревнований, котировки акций, новости и сводки погоды через эту службу. Поддержка номеров 1-800-BING-411 и 1-800-555-TELL была прекращена 1 июля 2012 года. Поддержка номера 1-800-CALL-411 была прекращена спустя несколько месяцев.

## Внешние ссылки
- Bing для мобильных телефонов